# Gebirgsmusikkorps der Bundeswehr

Logo des Gebirgsmusikkorps

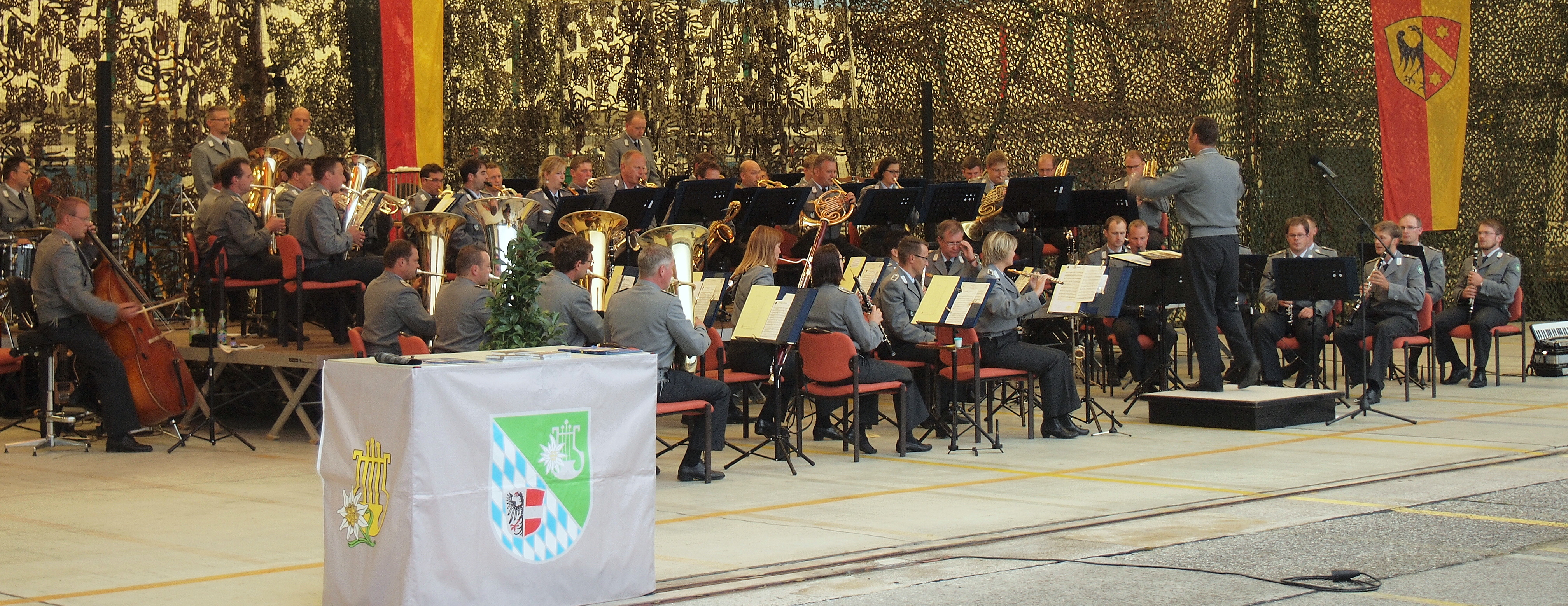
Das Gebirgsmusikkorps der Bundeswehr beim Flugplatzkonzert 2014 auf dem Fliegerhorst Kaufbeuren

Das Gebirgsmusikkorps der Bundeswehr (Abkürzung GebMusKorpsBw, inoffiziell auch GMK), bis 30. September 2013  Gebirgsmusikkorps Garmisch-Partenkirchen (GebMusKorps) wurde als Musikkorps der 1. Gebirgsdivision 1956 in Sonthofen aufgestellt. Nach zwischenzeitlicher Stationierung in München und Mittenwald fand es 1963 seine endgültige Heimat in Garmisch-Partenkirchen.
Im Zuge der Neuausrichtung der Bundeswehr wurde das Gebirgsmusikkorps dem Streitkräfteamt unterstellt und ist somit Teil der Streitkräftebasis.

## Repertoire
Das Repertoire der bis zu 60 Soldaten ist ebenso vielfältig wie die musikalischen Besetzungen, mit denen sie auftreten. Das Musikkorps kann als klassisches Holz- und Blechbläserensemble oder in Tanzmusikbesetzungen wie der Jazz-Combo oder der Big Band auftreten. Folkloristische Töne kann man von der Oberkrainer- und der Blasbesetzung hören. Für typisch alpenländische Musik sorgt die „Alphorngruppe“, die „Hüttn-Musi“ sowie die „Stubn Musi“.

## Blasorchester
Kernstück des Traditionsverbandes ist das große symphonische Blasorchester. In zahlreichen Städten und Regionen sind die Konzerte fester Bestandteil des Kulturkalenders; viele Millionen Euro wurden in der Vergangenheit für wohltätige Zwecke eingespielt.
Neben den ca. 160 Einsätzen pro Jahr, die überwiegend im bayerischen Raum stattfinden, gehören auch Tourneen und Einladungen zu internationalen Militärmusikfestivals ins Ausland zum Einsatzspektrum. Kanada, USA, Finnland, Schweiz, Großbritannien stehen stellvertretend für viele Einsätze im internationalen Bereich. Mit Einsätzen in Kabul, Afghanistan und Termez, Usbekistan war das Gebirgsmusikkorps 2002 und 2003 in bisher einmaligen Missionen mit der Betreuung deutscher Soldaten im Einsatzgebiet beauftragt.

## Bedeutende Auftritte
Zu den bekanntesten Auftritten des Gebirgsmusikkorps zählt die musikalische Mitgestaltung der Olympischen Spiele 1972 in München oder die Teilnahme an einer der bedeutendsten Militärmusikshows der Welt in den Jahren 1989 und 1998 in Halifax, Kanada. Die Gebirgsmusiker haben vor jeweils über 20.000 Zuhörern anlässlich der Internationalen Soldatenwallfahrt in Lourdes/Frankreich 1994 und 2007 gespielt, auf den NATO-Musikfestivals 1995 und 2002 und im Jahre 1996 auf dem Internationalen Tattoo in Hamina/Finnland. Weitere Auslandsreisen führten die Militärmusiker nach Krakau in Polen, nach Avenches und Basel in die Schweiz und als Deutscher Glückwunschbeitrag zum EU-Beitritt Ungarns 2004 nach Budapest. Das Gebirgsmusikkorps ist zudem seit 2003 ständiger Gast bei den Innsbrucker Promenadenkonzerten in der kaiserlichen Hofburg. Weitere Konzerte und Einsätze waren:
Im Jahr 2007:
- eine Konzertreise nach Montpellier/Frankreich[1]

Im Jahr 2008:
- ein Auftritt beim Norsk Militær Tattoo in Oslo/Norwegen
- und ein Auftritt in Veliko Tarnovo/Bulgarien

Im Jahr 2009:
- The Netherland Military Tattoo in Rotterdam/Niederlande

Im Jahr 2011:
- Virginia Art Festival – Tattoo[2]
- Edinburgh Military Tattoo[3]

Das Musikkorps nimmt regelmäßig an dem seit 1996 alle zwei Jahre im Olympia-Eissportzentrum in Garmisch-Partenkirchen veranstalteten Internationalen Militärmusikfestival in Bayern teil. Zusammen mit der Gemeinde Garmisch-Partenkirchen ist das Musikkorps der Hauptorganisator des Festivals. In einer Choreographie präsentieren dort regelmäßig rund 500 Militärmusiker aus den verschiedensten Nationen ihre Darbietungen.

## Dirigenten
1. Hauptmann Adalbert Muhs ab 5. April 1956[A 1]
2. Oberstleutnant Werner Zimmermann ab 1. November 1956
3. Oberstleutnant Heinz Dieter Paul ab 1. April 1978
4. Hauptmann Christoph Lieder ab 1. April 1987
5. Oberstleutnant Michael Euler ab 1. Dezember 1992
6. Oberstleutnant Christoph Scheibling ab 1. Oktober 2001
7. Oberstleutnant Martin Kötter ab 1. April 2007
8. Oberstleutnant Christian Prchal ab 26. März 2010
9. Oberstleutnant Karl Kriner ab 20. Mai 2014
10. Major Rudolf Piehlmayer, seit 29. August 2022

## Bekannte Mitglieder
- Alexander Erbrich-Crawford: Posaunist
- Ernst Hoffmann: Soloposaunist
- Alexander Pfluger: Baritonist
- Walter Ratzek: 2. Musikoffizier
- Berthold Schick: Posaunist
- Elmar Walter: Tubist